# Mikulčice
Mikulčice (in tedesco Mikultschitz) è un comune della Cechia facente parte del distretto di Hodonín, in Moravia Meridionale.

## Storia

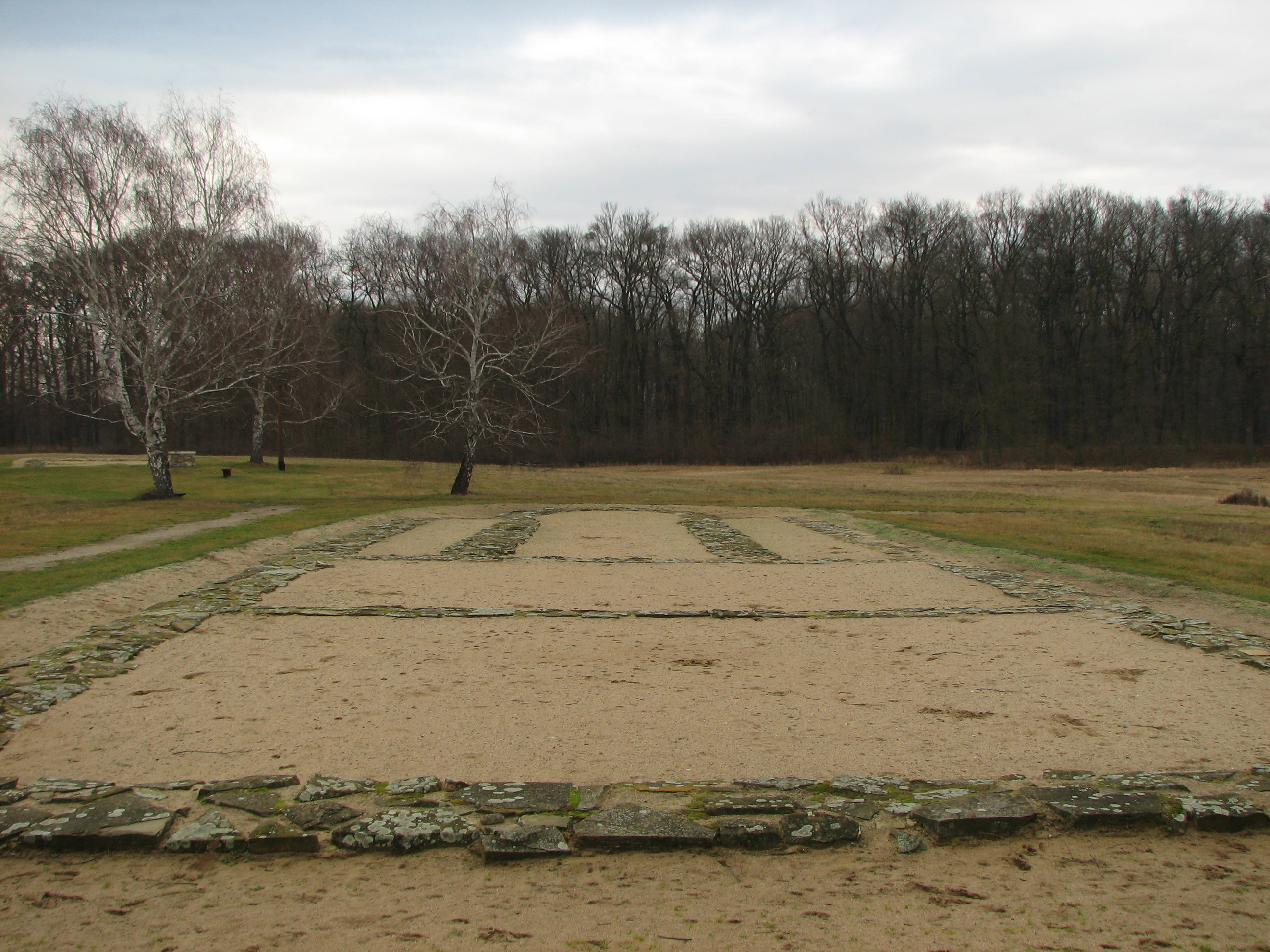
Resti di una chiesa del IX secolo a Mikulčice-Valy

Tra il VI ed il X secolo una popolazione di origine slava si insediò e fortificò un insediamento a circa 3 km dal centro di Mikulčice. Si trattò di uno dei principali centri della Moravia Meridionale e forse proprio della loro capitale. Gli scavi condotti hanno portato alla luce i resti di ben 12 chiese, 1 palazzo ed oltre 2500 tombe, tre contenenti scheletri di persone di origine africana.
Ora il sito è parte del Parco archeologico nazionale di Mikulčice-Valy.